# 京極義昭
京極義昭，日本男性動畫導演、演出家。Production I.G出身。

## 人物簡介
2014年負責電視動畫《前進吧！登山少女 Second Season》第12話的演出，成為演出家出道的契機。2018年1月播出的電視動畫《搖曳露營△》第一次擔任導演。
從小喜歡並受到宮崎駿作品有很深的影響，但前面說到除了宮崎駿作品之外並不是相當喜歡動畫。另外，他的動畫之表現在視覺上和寫實的製作方式有受到製作人的稱讚。

## 參加作品

### 電視動畫
- 2005年：蠟筆小新（動畫）
- 2009年：東之伊甸（分鏡）
- 2011年：白兔玩偶（演出）
- 2011年：BLOOD-C（演出）
- 2012年：黑子的籃球（分鏡、演出）
- 2012年：Robotics;Notes（演出）
- 2013年：黑子的籃球 (第2期)（分鏡、演出）
- 2014年：東京喰種（分鏡、演出）
- 2014年：前進吧！登山少女 Second Season（分鏡、演出）
- 2015年：東京喰種√A（分鏡、演出）
- 2015年：黑子的籃球 (第3期)（分鏡、演出）
- 2015年：高校星歌劇（分鏡、演出）
- 2015年：終結的熾天使（分鏡、演出）
- 2016年：Fate/kaleid liner 魔法少女☆伊莉雅 3rei!!（分鏡）
- 2017年：高校星歌劇 (第2期)（分鏡）
- 2018年：搖曳露營△（導演、分鏡、演出）
- 2020年：房間露營△（超總監）
- 2020年：格萊普尼爾（分鏡）
- 2021年：搖曳露營△ SEASON2（導演[2]）
- 2024年：烏鴉不擇主（導演）

### 動畫電影
- 2022年：電影版 搖曳露營△（導演[3]）